# Pseudartonis flavonigra
Pseudartonis flavonigra är en spindelart som beskrevs av Lodovico di Caporiacco 1947. Pseudartonis flavonigra ingår i släktet Pseudartonis och familjen hjulspindlar.
Artens utbredningsområde är Etiopien. Inga underarter finns listade i Catalogue of Life.